# Fabien Toulmé
Fabien Toulmé, né en 1980 à Orléans, est un auteur de bande dessinée français.

## Biographie
Fabien Toulmé naît en 1980 à Orléans. En 2001, après des études d'ingénieur en génie civil et urbanisme, il part exercer son métier dans divers pays : le Brésil, le Bénin, puis la France (en Guyane et en Guadeloupe). Il exerce cette activité sans passion particulière et pendant son séjour au Brésil, il fait la connaissance de son épouse, avec qui il a deux enfants. Quelques rencontres dans le milieu de la bande dessinée brésilienne l'encouragent à se tourner vers ce domaine. Revenu en France, il vit un temps en banlieue parisienne. À partir de 2009, installé à Aix-en-Provence, il publie son travail de dessinateur sur le web et collabore avec des magazines tels que Lanfeust Mag (où il publie une série appelée Heureux qui comme Alex), Spirou avec L'Atelier Mastodonte, Psikopat et Wakou. Il rejoint ensuite Thomas Cadène sur son feuilleton en ligne intitulé Les Autres Gens. Il participe aussi à l'élaboration d'ouvrages collectifs comme Vivre dessous et Alimentation Générale. Remarqué par un directeur de collection chez éditions Delcourt en 2013, il exerce son métier d'ingénieur dans la journée et, en parallèle, il réalise son premier roman graphique pendant les soirées,.
À partir de 2014, ses albums individuels sont publiés avec Ce n'est pas toi que j'attendais (éditions Delcourt), une bande dessinée autobiographique dans laquelle il relate l'incidence sur sa vie de la venue au monde de sa fille Julia, porteuse de trisomie 21 non détectée pendant la grossesse de sa compagne. En 2017 paraît Les Deux Vies de Baudouin, roman graphique sur un homme qui, se découvrant atteint d'un cancer incurable, décide de réaliser ses rêves. La même année, Toulmé livre Venenum. La grande histoire du poison, une bande dessinée pédagogique, dans le cadre d'une exposition à Lyon. Toulmé quitte son poste d'ingénieur et exerce son activité d'auteur à plein temps.
À partir de 2018 paraît chez Delcourt L'Odyssée d'Hakim, série de bande dessinée de reportage portant sur l'histoire d'un réfugié syrien. Le volume 1 fait partie de la sélection au Prix France Info 2019. Le volume 3 reçoit en 2021 le prix France Info de la bande dessinée d'actualité et de reportage et, en 2022 le prix Inspireo des Lycéens.

## Œuvres
- Ce n'est pas toi que j'attendais, 2014, édition Delcourt, coll. Encrages[12].  (ISBN 978-2-7560-3550-5)
- Les Deux Vies de Baudouin, 2017, édition Delcourt, coll. Mirages.  (ISBN 978-2-7560-8225-7)
- Venenum. La grande histoire du poison, 2017, édition Lyon BD[13].  (ISBN 978-2-9547148-9-9)
- L'Odyssée d'Hakim, T1 : De la Syrie à la Turquie, 2018, édition Delcourt, coll. Encrages.  (ISBN 978-2-413-01126-2)
- L'Odyssée d'Hakim, T2 : De la Turquie à la Grèce, 2019, édition Delcourt, coll. Encrages.  (ISBN 978-2413013365)
- L'Odyssée d'Hakim, T3 : De la Macédoine à la France, 2020, édition Delcourt, coll. Encrages. (ISBN 978-2413023739))
- Cher dictateur (scénario), dessin de Caloucalou, couleurs Philippe Ory, Audie / Fluide Glacial, août 2019  (ISBN 978-2-378-78223-8)
- Suzette ou le grand amour (scénario et dessin)[14], Delcourt, coll. Mirages, juin 2021  (ISBN 978-2413036685)
- Les reflets du monde, T1 : En lutte, Delcourt, coll. Encrages, juin 2022  (ISBN 9782413038993)[15]
- Marilou, T1 : La magie de la campagne (scénario), dessin Olivier Dutto, couleurs BenBK, Delcourt, novembre 2022  (ISBN 978-2-413-04491-8)
- Inoubliables, T1, édition Dupuis, septembre 2023  (ISBN 9791034764570) [16]
- Marilou, T2 : Le voleur d'amis (scénario), dessin Olivier Dutto, couleurs Maëlys Cantreau, Delcourt, novembre 2023  (ISBN 978-2-413-07828-9)
- Les reflets du monde, T2 : Et travailler et vivre, Delcourt, coll. Encrages, juin 2024  (ISBN 9782413078272)
- Inoubliables, T2, édition Dupuis, septembre 2024  (ISBN 9782808505086)

## Prix et récompenses

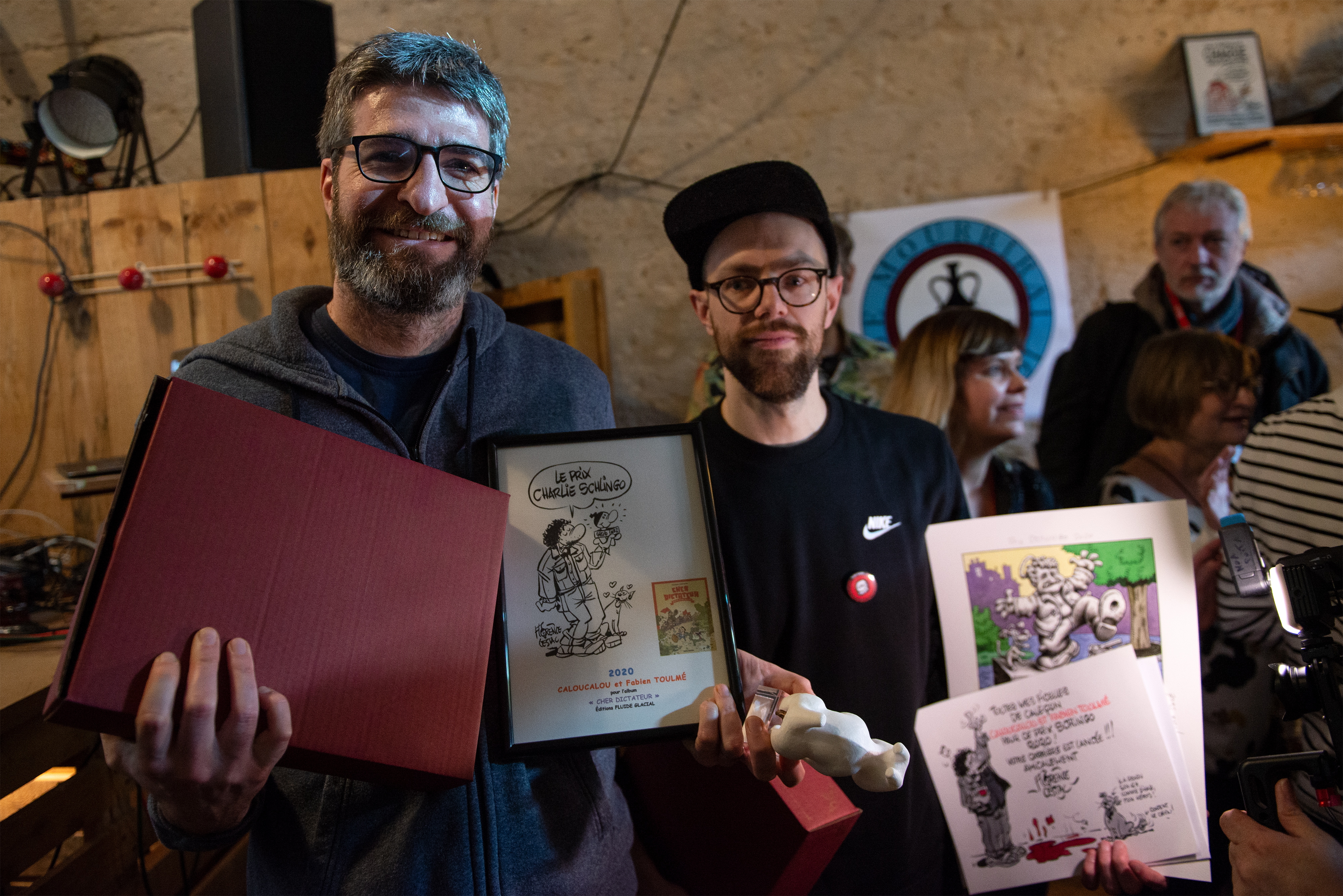
Fabien Toulmé (à gauche) et Caloucalou (à droite) lors de la remise du prix Schlingo en 2020.

- 2018 : Prix Région Centre - Val-de-Loire[17] du Festival bd BOUM pour L'Odyssée d'Hakim ;
- 2020 : prix Schlingo, avec Caloucalou, pour Cher dictateur[18].
- 2021 : prix France Info de la bande dessinée d'actualité et de reportage pour L'Odyssée d'Hakim, t.3 : De la Macédoine à la France[10].
- 2022: prix Inspireo des Lycéens pour L'Odyssée d'Hakim, t.3 : De la Macédoine à la France[11]

#### Chroniques
- Éric Goubert, « Coup de cœur pour les bandes dessinées de Fabien Toulmé », La Provence,‎ 27 janvier 2018.
- Aurélie Féris, « L'auteur aixois de roman graphique qu'on n'attendait pas. Fabien Toulmé raconte la naissance de sa fille atteinte de trisomie 21 », La Provence,‎ 3 avril 2015 (lire en ligne).
- « Fabien Toulmé conte en BD "Venenum, la grande histoire du poison" », sur francetvinfo.fr, 12 juin 2017.

#### Interview
- Fabien Toulmé (interviewé) et L. Gianati, « Entretien. Rêver sa vie ou vivre ses rêves », sur BD Gest, 22 août 2017
- Fabien Toulmé (int.) et Tristan Martine, « Fabien Toulmé : "Il est complexe de s’approprier le récit de quelqu’un d’autre sans pour autant trop s’en éloigner" », sur Actua BD, 28 juin 2019.